# Theopsis
Theopsis là một chi thực vật có hoa trong họ Theaceae.

## Loài
Chi Theopsis gồm các loài: